# Drenovets
Drenovets (Bulgaars: Дреновец) is een dorp in het noordwesten van Bulgarije. Het dorp is gelegen in de gemeente Roezjintsi, oblast Vidin. Het dorp ligt 35 km ten zuidoosten van Vidin en 114 kilometer ten noordwesten van Sofia. 

## Bevolking
Op 31 december 2020 telde het dorp Drenovets 1.166 inwoners, een daling ten opzichte van het maximale aantal van 3.701 personen in 1965.
| Bevolkingsontwikkeling tussen 1934 en 2020          |
| --------------------------------------------------- |
|                                                     |
| Bron: Nationaal Statistisch Instituut van Bulgarije |

In het dorp wonen voornamelijk etnische Bulgaren. In de optionele volkstelling van 2011 identificeerden 1.239 van de 1.348 respondenten zichzelf als etnische Bulgaren, oftewel 91,9%. Het overige deel van de bevolking bestond vooral uit etnische Roma. 
| Etnische samenstelling van de respondenten (2011) | Etnische samenstelling van de respondenten (2011) | Etnische samenstelling van de respondenten (2011) | Etnische samenstelling van de respondenten (2011) | Etnische samenstelling van de respondenten (2011) |
| ------------------------------------------------- | ------------------------------------------------- | ------------------------------------------------- | ------------------------------------------------- | ------------------------------------------------- |
|                                                   |                                                   |                                                   |                                                   |                                                   |
| Bulgaren                                          | Bulgaren                                          |                                                   | 91,9%                                             | 91,9%                                             |
| Turken                                            | Turken                                            |                                                   | 0,0%                                              | 0,0%                                              |
| Roma                                              | Roma                                              |                                                   | 7,3%                                              | 7,3%                                              |
| Anders/Onbekend                                   | Anders/Onbekend                                   |                                                   | 0,8%                                              | 0,8%                                              |